# General Emilio Aguinaldo (Cavite)
General Emilio Aguinaldo (autrefois Bailen) est une municipalité de la province de Cavite, aux Philippines. Elle est nommée en hommage à Emilio Aguinaldo, premier président philippin.